# Ehlersileanira incisa
Ehlersileanira incisa är en ringmaskart som först beskrevs av Grube 1877.  Ehlersileanira incisa ingår i släktet Ehlersileanira och familjen Sigalionidae.
Artens utbredningsområde är Mexikanska golfen. Inga underarter finns listade i Catalogue of Life.